# Mamut (Unternehmen)
Mamut ASA ist ein norwegisches IT-Unternehmen, das in 16 europäischen Ländern aktiv ist. Gründer und Geschäftsführer der Firma ist Eilert Hanoa. Der Hauptsitz des Unternehmens ist Oslo. Mamut bietet Unternehmenssoftware-Lösungen und webbasierte Services an.

## Geschichte

### Die Anfänge
Mamut ASA wurde 1994 gegründet, doch die Anfänge gehen auf 1986 zurück, als der Firmengründer Eilert Hanoa als 15-Jähriger sein erstes IT-Unternehmen gründete. Das Unternehmen verkaufte Software an Privatpersonen sowie kleine und mittlere Unternehmen.
Am 1. Dezember 1994 gründete Eilert Hanoa unter dem Namen Guru Software AS das Unternehmen, das heute Mamut heißt. Kern des Geschäftsplanes waren selbst entwickelte, speziell auf kleinere Unternehmen zugeschnittene Unternehmenssoftware-Systeme, die als Standardsoftware angeboten werden sollten. Das System baute auf Microsoft Windows auf und war mit Microsoft Office integriert.
Im Jahr 2000 nahm Guru Software den Namen Mamut an und wurde in die börsennotierte Aktiengesellschaft (norw. allmennaksjeselskap) Mamut ASA umgewandelt. Im Mai 2004 wurde Mamut erstmals auf der OSESX-Liste notiert (Liste über Aktien von an der Osloer Börse notierten Aktiengesellschaften oder ausländischen Unternehmen).

### Märkte und Internationalisierung
Ursprünglich waren es die Mamut-Lösungen ausschließlich in Norwegen erhältlich. Die ersten internationalen Aktivitäten starteten 2001 im Zuge der Zusammenarbeit mit Arena Data AB im Hinblick auf den Verkauf und die Distribution von Mamut-Produkten in Schweden. 2002 wurde Mamut Business Software in Schweden vorgestellt, 2004 in den Niederlanden und Großbritannien, 2005 in Dänemark und Irland und 2008 schließlich auch in Deutschland.
Heute vertreibt das Unternehmen seine Softwareprodukte in den eben genannten Ländern und bietet außerdem Internet-Services in Norwegen, Schweden, Dänemark, den Niederlanden, Deutschland, Großbritannien, Finnland, der Schweiz, Österreich, Frankreich, Belgien, Tschechien, Polen, Spanien und Serbien an.

### In Deutschland: Joint Venture mit Lexware
2008 tat Mamut sich mit Lexware (heute Haufe-Lexware GmbH & Co. KG) zusammen. Die beiden Unternehmen gingen ein Joint Venture ein, über das Mamut und Lexware unter dem Namen Mamut-Lexware Vertriebs GmbH dem KMU-Segment in Deutschland gemeinsam komplette Software-plus-Services-Pakete anbieten.
Nach der Übernahme durch die Firma Visma hat sich Mamut aus vielen internationalen Märkten zurückgezogen, auch aus Deutschland.

## Tochtergesellschaften
- Active 24 (international)
- daTax Software Software AS (Norwegen)
- Mamut Stellar Business AS, (Dänemark)
- Loopia AB (Schweden)